# Кошен, Огюстен
Огюстен Кошен (фр. Augustin Cochin) (22 декабря 1876 — 8 июля 1916) — французский историк.
Родился в Париже 22 декабря 1876 году в семье политика крайне правого толка Дени Кошена. В 1902 году защитил диссертацию по истории Франции XVII века. В 1903 году начал заниматься сюжетами истории Французской революции. Погиб в сражении на Сомме 8 июля 1916 года. Основные его работы были опубликованы уже после Первой мировой войны в 1921 и 1924 годах в сборниках «Общества мысли и современная демократия. Этюды революционной истории» и «Революция и свободная мысль. Социализация мысли, личности и добра», переизданные в 1979 году под названием «Дух якобинизма» и «Революция и свободомыслие». В 1925 году увидела свет двухтомная монография о выборах в Бретани. Но в тот период его труды остались незамеченными и только в конце 1970-х годах были переизданы историками-«ревизионистами», такими как Ф. Фюре, признававшими в Кошене, в значительной степени, своего предшественника.
Французская революция была, согласно теории Кошена, следствием определённых процессов, происходивших в общественном сознании. О каких-либо экономических предпосылках революции Кошен не упоминал. Только однажды он вскользь заметил, что у революции были и «реальные причины», например неправильный фискальный режим, хотя тут же подчеркнул, что подобные факторы могли играть роль только в 1789 году, но никак не в 1792 или 1793 годах. По мнению Кошена, революция была плодом деятельности «малого народа» — интеллектуальной элиты, «философов», организованных в систему обществ (включая масонские ложи), которые, возникнув в 1750-е годах, замкнулись в мире абстрактно-логических построений, оторвались от органической жизни французского «большого народа», но при этом однако сумели навязать ему свои идеи и ценности. Продолжением этой системы была система революционных клубов, которая фактически и осуществляла власть в эпоху революции от имени народа. Из этого Кошен делает вывод о демократии как о власти «малого народа» и о терроре как о неизбежном атрибуте демократии.
Идеи Кошена были впоследствии использованы русским учёным и публицистом академиком Игорем Шафаревичем, который, применив их к истории России XX столетия, связал «малый народ» с одним из течений еврейского национализма.
Кошен предвосхитил новейшую историографию в критике традиционных концепций Французской революции. Однако его собственная теория, по мнению критиков, не дает удовлетворительного объяснения событий, поскольку Кошен так и не смог объяснить: как и почему возникла система философских обществ («малый народ»), почему и каким конкретно образом она сумела навязать свою волю и представления «большому народу».

## Сочинения
- Кошен, Огюстен. Малый народ и революция: Сб. ст. об истоках Фр. революции. / [Предисл. И. Р. Шафаревича]. — М.: Айрис-Пресс, 2004. — 285, [2] с., [4] л. цв. ил., портр. : ил.